# Жусінара
Жусінара Таїш Соареш Паж або просто Жусінара (порт.-браз. Jucinara Thaís Soares Paz / Jucinara; нар. 3 серпня 1993, Порту-Алегрі, Бразилія) — бразильська футболістка, захисниця іспанського клубу «Леванте» та національної збірної Бразилії.

## Клубна кар'єра
Футбольну кар'єру Жусінара розпочала у 15-річному віці у молодіжній команді «Інтернасьйонала» з Порту-Алегрі. У 2012 році приєдналася до програми розвитку талантів у «Сентру Олімпіку» з Сан-Паулу, з яким у 2013 році виграла свій перший чемпіонат Бразилії. У 2016 році вона грала за клубний кооператив «Осаску Одакс» та «Корінтіанс», залишила останній з вище вказаних клубів напередодні старту сезону 2017 року після розформування команди. У серпні 2017 року переїхала до мадридського «Атлетикі» з жіночого Прімера-дивізіону Іспанії, з якою виграла чемпіонат у своєму дебютному сезоні.

## Кар'єра в збірній
У 2010 році Жусінара виступала задівочу збірну Бразилії WU-17, яка виграла домашній дівочий чемпіонат Південної Америки (WU-17) та того ж року зіграла на дівочий чемпіонат світу (WU-17) у Тринідад і Тобаго. У 2012 році також грала за молодіжну збірну Бразилії (WU-20).
У 2017 році зіграла вісім матчів у футболці національної збірної Бразилії під керівництвом тренера Емілі Ліми. Дебютувала за національну команду, вийшовши на заміну 9 квітня 2017 року у переможному (6:0) поєдинку проти Болівії в Манаусі. Вперше у стартовому складі вийшла 4 липня 2017 року в програному (1:3) пеоєдинку проти Німеччини в Зандгаузені.

## Досягнення

### Клубні
- Прімера Дивізіон Іспанії
  -  Чемпіон (1): 2018

- Серія A
  -  Чемпіон (1): 2013

- Кубок Бразилії
  -  Володар (1): 2016

### У збірній
- Молодіжний кубок Південної Америки (U-20)
  -  Володар (1): 2012

- Дівочий кубок Південної Америки (U-17)
  -  Володар (1): 2010